# Champneuf
Champneuf es un municipio canadiense situado en la provincia de Quebec.

## Superficie
Champneuf tiene una superficie de 241,32 km².

## Demografía
En 2021, tenía 94 habitantes, una densidad poblacional de 0,4 hab./km², y 54 viviendas.